# Protoploea apatela
Protoploea apatela là một loài bướm giáp thuộc phân họ Danainae. Nó là đại diện duy nhất của chi Protoploea. Loài này có ở Indonesia và Papua New Guinea.